# Bitwa pod Rivoli
Bitwa pod Rivoli – starcie zbrojne podczas I wojny koalicyjnej, które miało miejsce 14–15 stycznia 1797 roku pomiędzy republikańską armią francuską dowodzoną przez Napoleona Bonaparte a cesarskimi wojskami austriackimi pod dowództwem Josepha Alvinczy'ego. Decydujące dla kampanii włoskiej zwycięstwo Bonapartego umożliwiło Francuzom całkowite zajęcie północnej Italii.

## Wprowadzenie
Dla francuskich operacji na froncie północnowłoskim decydujące znaczenie strategiczne miało zdobycie i opanowanie zajmowanej wciąż przez Austriaków Mantui. Oblężenie tej twierdzy z zamkniętym w niej silnym korpusem cesarskiego generała Beaulieu, podjęto latem 1796 siłami dywizji (8500 żołnierzy) gen. Séruriera. Utrzymanie potężnej twierdzy na nizinie Padu, dominującej nad strategicznie ważnymi dolinami Mincio i Adygi, miało równie doniosłe znaczenie dla wojsk cesarskich, lecz kilkakrotne wcześniejsze próby odsieczy i zdjęcia tego oblężenia nie przyniosły powodzenia. Według planu Bonapartego skuteczną osłonę wojsk oblężniczych zapewniały: dywizja gen. Lannesa (2800 żołnierzy) w Ferrarze i gen. Massény (9000) pod Weroną, korpus gen. Augereau (10500) w Legnago i Jouberta (10300) pod La Coroną wraz z oddziałem generała Reya (4300) pod Salo. Łącznie w dyspozycji Bonapartego znajdowało się 45400 żołnierzy. 
Próba odsieczy i wyparcia Francuzów z Niziny Padańskiej podjęta przez gen. artylerii Alvinczy'ego była czwartą z kolei.      

## Działania poprzedzające
Austriacy posuwali się na południe trzema kolumnami, przy czym gen. Alvinczy dowodził najsilniejszą, 35-tysięczną, kierując na Jouberta pod La Coronę. Wspomagały go dwie inne, mniej liczne kolumny: lewa (10 tys.), idąca na Weronę i dowodzona przez gen. Proverę, oraz prawa (5 tys.), zmierzająca na Legnago pod dowództwem gen. Bajalicia. Nim doszło do starcia głównych sił, 12 stycznia Masséna pobił Bajalicia pod Weroną. Z powodzeniem natomiast dokonano 13 stycznia zaatakowania sił Jouberta, co Francuzów zmusiło do wycofywania się z ich pozycji. Powiadomiony o tym Bonaparte dwiema dywizjami (Berthiera i Massény) pospiesznie udzielił pomocy Joubertowi, który dzięki temu zatrzymał Austriaków pod Rivoli. Wykorzystując taktyczną przewagę pozycji na wzgórzach Francuzi zdecydowali się tam na rozstrzygające starcie z Austriakami.

## Bitwa
14 stycznia Alvinczy zaatakował francuskie pozycje na wzgórzach Trambalore – żołnierze generała Gvozdanovicia mieli obejść prawe skrzydło Francuzów, natomiast generał Lusignan wraz z 4 000 piechurów miał zaatakować francuskie lewe skrzydło: w ten sposób miało dojść do otoczenia i rozbicia wojsk Napoleona. Około godz. 11 sytuacja przedstawiała się bardzo niekorzystnie dla Bonapartego, gdy Austriacy zaatakowali z dwóch stron, spychając Francuzów od wschodu. Polecił wówczas przegrupować część żołnierzy z centrum na wschodnią flankę, by przeciwstawić się natarciu Gvozdanovicia. Francuska artyleria otworzyła ogień łamiąc szyk austriackich dragonów i sprawiając, iż Francuzi zaczęli zyskiwać przewagę. Dowodzący kawalerią  Leclerc oraz  de Lasalle dokonali wtedy brawurowego natarcia jazdy, spychając Austriaków na pozycje wyjściowe. Napoleon natychmiast wykorzystał ten sukces, wysyłając żołnierzy Jouberta na wzgórza dla skontrowania ataku Alvinczego. 
W tym czasie na pole walki przybył generał Rey wraz z brygadą Claude'a Perrina; wraz z dywizją gen. Massény rozbił część wojsk Lusignana biorąc do niewoli 3000 Austriaków.
W odwrocie na północ Alvinczy próbował jeszcze 15 stycznia oporu pod La Coroną, ale ponownie pobity, wycofał się ostatecznie. Generał Provera, który dotarł pod Mantuę, został tam otoczony i 16 stycznia skapitulował.

## Następstwa
W bitwie zginęło 14 tysięcy Austriaków i około 5 tys. Francuzów. Klęska spowodowała odwrót sił austriackich, umożliwiając zdobycie Mantui 2 lutego 1797 oraz ostateczne opanowanie niziny Padu przez wojska Bonapartego.
Dla upamiętnienia zwycięstwa jednej z centralnych ulic Paryża nadano nazwę rue de Rivoli. Generał Masséna uhonorowany został później (1807) przez Napoleona tytułem księcia Rivoli. 
Bitwa ta jest wymieniona na Łuku Triumfalnym w Paryżu.